# الانتخابات العامة سيراليون 2018
الانتخابات العامة سيراليون 2018 اجريت في 7 مارس 2018 لانتخاب الرئيس والبرلمان والمجالس المحلية.

## المرشحين للرئاسة
سجل ما مجموعه 16 مرشحا لخوض الانتخابات